# تنش (فیلم)
تنش (انگلیسی: Tension) فیلمی در ژانر مهیج جنایی به کارگردانی جان بری است که در سال ۱۹۴۹ منتشر شد. از بازیگران آن می‌توان به آدری تاتر، سید شریس، بری سالیوان، ویلیام کنراد و لوید گوگ اشاره کرد.